# ريكاردو غارسيا ثيربانتس
ريكاردو غارسيا ثيربانتس (بالإسبانية: Ricardo García Cervantes)‏ هو دبلوماسي وسياسي مكسيكي، ولد في 4 أكتوبر 1954 في توريون في المكسيك. حزبياً، نشط في حزب العمل الوطني. وقد انتخب عضو مجلس الشيوخ من المكسيك وانتخب عضو مجلس النواب المكسيك.